# Кэмпбелл, Аллан (футболист)
Аллан Кэмпбелл (англ. Allan Campbell; род. 4 июля 1998, Глазго) — шотландский футболист, полузащитник.

## Клубная карьера
Кэмпбелл — воспитанник клуба «Мотеруэлл». 29 октября 2016 года в матче против «Росс Каунти» он дебютировал в шотландской Премьер-лиге. 15 апреля 2017 года в поединке против «Инвернесс Каледониан Тисл» Аллан забил свой первый гол за «Мотеруэлл». Летом 2021 года Кэмпбелл перешёл в английский «Лутон Таун». 7 августа в матче против «Петерборо Юнайтед» он дебютировал в Чемпионшипе. 19 января 2022 года в поединке против «Рединга» Аллан забил свой первый гол за «Лутон Таун». 

## Международная карьера
14 июня 2022 года в матче Лиги наций против сборной Армении Кэмпбелл дебютировал за сборную Шотландии. 